# Дыроватик
Дырова́тик — гора на Среднем Урале, в Свердловской области России, в юго-западных окрестностях Нижнего Тагила, к северу от посёлка Черноисточинска и неподалёку от посёлка Студёного. С горы открывается великолепный вид на Нижний Тагил, Черноисточинск и горы Белую и Липовую. Дыроватик является геоморфологическим памятником природы, также популярное место туризма местных жителей.

## География
Гора Дыроватик находится в муниципальном образовании «город Нижний Тагил», на левом берегу реки Чёрной (левый приток Тагила), в 3-х километрах к северу от посёлка Черноисточинска. Высота горы — 382,2 метра.

## Описание
Гора имеет форму рельефа вблизи вершины горы в виде огромной арки («дыры»).
Вся гора, за исключением вершины, покрыта лесом. На вершине имеется несколько скальных образований. В самой большой из скал-останцов есть дыра высотой чуть ниже человеческого роста. Скала имеет форму арки со сквозным проходом, за которым следует обрыв.
Гора Дыроватик  является геоморфологическим природным памятником регионального значения с 1983 года.